# Озния, Барух
Озния Барух  (ивр. ברוך אזניה‎, при рождении Айзенштадт — ивр. אייזנשטדט‎; род. 19 сентября 1905, Пинск, Минская губерния, Российская империя — 6 июля 1994, Израиль) — сионистский активист, юрист, общественный деятель и депутат кнессета Израиля (с 1 по 6 созыв).

## Биография
Айзенштадт родился в городе Пинск, Российская империя (ныне Белоруссия). Отцом был купец Ноах Шмуэль Айзенштадт (1863—1923, Гданьск), потомок раввина Меира Айзенштадта и его жены Ципоры Иехудит Финкельштейн (1865—1945, Тель-Авив).
Помимо него были в семье дети — Люба (1884—?), Михаил (1890—1930, Гданьск), Бенцион (1895—1970, Тель-Авив), Моше, Виктор (1899, Гданьск—1967, Хайфа).
Окончил гимназию в Данциге, в 1931 году окончил юридический факультет Кёнигсбергского университета. После окончания университета и до 1933 года работал юристом в Данциге, был членом организации «Ха-боним».
Был секретарём сионистского движения «Поалей Цион» в Данциге. Иммигрировал в Подмандатную Палестину в 1933 году. Стал членом кибуца Гиват-Хаим, здесь же работал учителем общеобразовательной школы.
Был делегатом на сионистских конгрессах в 1929, 1931, 1933, 1935, 1937, 1939, 1946 годах. Член МАПАЙ.
Заменил Аббу Хуши в составе кнессета 1-го созыва. В 1951 году был избран в кнессет 2-го созыва, работал в комиссии по трактованию, комиссии по экономике, комиссии Кнессета и законодательной комиссии.
Был переизбран в кнессет 3-го созыва, сохранив посты в тех же комиссиях, получив пост председателя комиссии кнессета. Избирался в кнессет 4-го созыва, в кнессете 5-го созыва, кроме уже имеющихся постов в комиссиях, работал в  комиссии по внутренним делам и комиссии по иностранным делам и безопасности.
Последний раз участвовал в выборах 1969 года, получил место в составе фракции «МААРАХ», получил пост председателя подкомиссии по делам управления по жалобам населения, а также возглавил комиссию кнессета.
Скончался в возрасте 86 лет.